# Monte Kristal
Monte Kristal är en ort i Mexiko.   Den ligger i kommunen Juárez och delstaten Nuevo León, i den centrala delen av landet, 700 km norr om huvudstaden Mexico City. Monte Kristal ligger 457 meter över havet och antalet invånare är 5 640.
Terrängen runt Monte Kristal är varierad. Runt Monte Kristal är det tätbefolkat, med 343 invånare per kvadratkilometer. Närmaste större samhälle är Monterrey, 17,1 km väster om Monte Kristal. I omgivningarna runt Monte Kristal växer i huvudsak blandskog.